# Lucembursko na Letních olympijských hrách 2020
Lucembursko se účastnilo Letních olympijských her 2020 a zastupovalo jej 12 sportovců v 7 sportech (8 mužů a 4 ženy). Olympijské hry se měly původně konat od 24. července do 9. srpna 2020, ale byly odloženy kvůli pandemii covidu-19. V novém termínu se konaly od 23. července do 8. srpna 2021. Během zahájení her byli vlajkonoši výpravy cyklistka Christine Majerus a plavec Raphaël Stacchiotti. Při zakončení her byl vlajkonošem výpravy koulař Bob Bertemes. Nejmladší z výpravy byl cyklista Michel Ries, kterému bylo v době konání her 23 let. Nejstarší z týmu byla Ni Sia-lien, které bylo v době konání her 58 let. Nikomu z výpravy se během her nepodařilo získat medaili.

## Atletika
V roce 2021 Lucembursko v atletice reprezentovali běžec Charles Grethen a koulař Bob Bertemes. Rozběhy závodu mužů na 1500 m se konaly dne 3. srpna 2021. Charles Grethen nastoupil do druhého rozběhu. Zaběhl čas 3:41,90 a skončil ve svém běhu šestý, což mu zajistilo přímý postup do semifinále. Semifinálové běhy se konaly 5. srpna 2021. Grethen nastoupil do druhého semifinálového běhu, kdy si v novém národním rekordu 3:32,86 zajistil nepřímý postup do finále na čas. Finále tohoto závodu se uskutečnilo 7. srpna 2021. Grethen zaběhl čas 3:36,80 a celkově obsadil 12. místo.
Pro 28letého Boba Bertemese byla účast na hrách v Tokiu jeho olympijským debutem. Nastoupil do závodu mužů ve vrhu koulí. Kvalifikace tohoto závodu proběhla 3. srpna 2021. Bertemes nastoupil v kvalifikační skupině B. S výkonem 20,16 m skončil ve své skupině jedenáctý a celkově obsadil 21. místo.
| Sportovec       | Disciplína       | Rozběh      | Rozběh      | Semifinále  | Semifinále  | Finále            | Finále            |                   |                   |
| Sportovec       | Disciplína       | Čas         | Pořadí      | Čas         | Pořadí      | Čas               | Pořadí            |                   |                   |
| --------------- | ---------------- | ----------- | ----------- | ----------- | ----------- | ----------------- | ----------------- | ----------------- | ----------------- |
| Charles Grethen | 1500 m – muži    | 3:41,90     | 6. Q        | 3:32,86 NR  | 6. q        | 3:36,80           | 12.               |                   |                   |
| Sportovec       | Disciplína       | Kvalifikace | Kvalifikace | Kvalifikace | Kvalifikace | Finále            | Finále            | Finále            | Finále            |
| Sportovec       | Disciplína       | Vzdálenost  | Vzdálenost  | Pořadí      | Pořadí      | Vzdálenost        | Vzdálenost        | Pořadí            | Pořadí            |
| Bob Bertemes    | vrh koulí – muži | 20,16       | 20,16       | 21.         | 21.         | nekvalifikoval se | nekvalifikoval se | nekvalifikoval se | nekvalifikoval se |

## Cyklistika
Lucembursko reprezentovali tři závodníci v silniční cyklistice, dva muži a jedna žena. Oba muži, Kevin Geniets i Michel Ries startovali v závodu mužů s hromadným startem. Pro oba byly hry v Tokiu jejich první olympijskou účastí. V závodu se lépe umístil Geniets, který zajel čas 6 hodin 15 minut a 38 sekund a celkově obsadil 37. místo. 23letyý Michel Ries zajel čas 6 hodin 21 minut 46 sekund a celkově se umístil na 73. místě.
Lucemburská cyklistka Christine Majerus v Tokiu svou zemi reprezentovala na olympijských hrách již potřetí. Startovala v ženském závodu s hromadným startem i v časovce. Jako první se konal 25. července 2021 závod s hromadným startem. S dosaženým časem 3 hodiny 55 minut 13 sekund celkově obsadila 20. místo. V časovce žen, která se konala 28. července 2021, s dosaženým časem 34:34,13 obsadila 21. místo.
| Sportovec/Sportovkyně | Disciplína                       | Čas      | Pořadí |
| --------------------- | -------------------------------- | -------- | ------ |
| Kevin Geniets         | Závod s hromadným startem – muži | 6:15:38  | 37.    |
| Michel Ries           | Závod s hromadným startem – muži | 6:21:46  | 73.    |
| Christine Majerus     | Závod s hromadným startem – ženy | 3:55:13  | 20.    |
| Christine Majerus     | Časovka – ženy                   | 34:34,13 | 21.    |

## Jezdectví
Lucembursko mohl na hrách v Tokiu reprezentovat drezurní jezdec na základě individuálního olympijského žebříčku FEI pro skupinu B (jihozápadní Evropa). Nicolas Wagner tak byl historicky prvním lucemburským jezdcem, který startoval na olympijských hrách. Do základního kola závodu, které se konalo 24. července 2021 nastoupil s ryzákem jménem Quarter Back Junior, narozeným v roce 2009. Celkově získali 70,512 bodu, což na postup do další fáze závodu nestačilo.
| Sportovec               | Kůň                | Disciplína            | Grand Prix | Grand Prix | Grand Prix volný styl | Grand Prix volný styl | Celkem      | Celkem      |
| Sportovec               | Kůň                | Disciplína            | Body       | Pořadí     | Technika              | Akrobacie             | Body        | Pořadí      |
| ----------------------- | ------------------ | --------------------- | ---------- | ---------- | --------------------- | --------------------- | ----------- | ----------- |
| Nicolas Wagner Ehlinger | Quater Back Junior | Drezura – jednotlivci | 70,512     | 25.        | nepostoupil           | nepostoupil           | nepostoupil | nepostoupil |

## Lukostřelba
Lucembursko v lukostřelbě reprezentoval Jeff Henckels, který si účast zasloužil na základě světového žebříčku. Po olympijských hrách v Athénách v roce 2004 a v Londýně v roce 2012 to pro něj byla třetí olympijská účast. Do závodu nastoupil 29. července 2021. Soupeřem mu byl turecký reprezentant Mete Gazoz. Henckels jej porazit nedokázal a celkově obsadil sdílené 33. místo.
| Sportovec     | Disciplína               | První kolo | První kolo | 1/64                  | 1/32        | 1/16        | Čtvrtfinále | Semifinále  | Finále/Bronzová medaile | Finále/Bronzová medaile |
| Sportovec     | Disciplína               | Skóre      | Nasazení   | Soupeř                | Soupeř      | Soupeř      | Soupeř      | Soupeř      | Soupeř                  | Pořadí                  |
| ------------- | ------------------------ | ---------- | ---------- | --------------------- | ----------- | ----------- | ----------- | ----------- | ----------------------- | ----------------------- |
| Jeff Henckels | Závod jednotlivců – muži | 646        | 55.        | Mete Gazoz PROHRA 0–6 | nepostoupil | nepostoupil | nepostoupil | nepostoupil | nepostoupil             | nepostoupil             |

## Plavání
V plavání Lucembursko reprezentovali dva sportovci, jeden muž a jedna žena. Pro 29letého plavce Raphaëla Stacchiottiho se jednalo o jeho čtvrtou olympijskou účast. V Tokiu nastoupil do mužského polohového závodu na 200 m. Rozplavby se konaly 28. července 2021. Se zaplavaným časem 2:03,17 celkově obsadil 42. místo a do dalšího kola nepostoupil.
23letá plavkyně Julie Meynen startovala v Tokiu na svých druhých olympijských hrách. Nastoupila do ženského závodu volným způsobem na 100 m, jehož rozplavby se konaly 28. července 2021. Se zaplavaným časem 55,69 obsadila celkově 32. místo a do dalšího kola nepostoupila. Dne 30. července 2021 nastoupila do ženského závodu na 50 m volným stylem. S výkonem 25,36 s obsadila celkově sdílené 25. místo a do dalšího kola nepostoupila.
| Sportovec           | Disciplína                  | Rozplavba | Rozplavba | Semifinále   | Semifinále   | Finále       | Finále       |
| Sportovec           | Disciplína                  | Čas       | Pořadí    | Čas          | Pořadí       | Čas          | Pořadí       |
| ------------------- | --------------------------- | --------- | --------- | ------------ | ------------ | ------------ | ------------ |
| Raphaël Stacchiotti | 200 m polohový závod – muži | 2:03,17   | 42.       | nepostoupil  | nepostoupil  | nepostoupil  | nepostoupil  |
| Julie Meynen        | 50 m volný způsob – ženy    | 25,36     | =25.      | nepostoupila | nepostoupila | nepostoupila | nepostoupila |
| Julie Meynen        | 100 m volný způsob – ženy   | 55,69     | 32.       | nepostoupila | nepostoupila | nepostoupila | nepostoupila |

## Stolní tenis
Lucembursko v ženském závodě ve stolním tenisu reprezentovaly dvě ženy. Ni Sia-lien si svou v řadě pátou účast na olympijských hrách zajistila ziskem bronzové medaile na Evropských hrách v běloruském Minsku v roce 2019. Sarah de Nutte se kvalifikovala na základě olympijského žebříčku ITTF z 1. června 2021.
V době konání her v Tokiu bylo Ni Sia-lien 58 let. Na základě svého světového postavení nastoupila 25. července 2021 až do druhého kola, kde se postavila jihokorejské reprezentantce Shin Yu-bin, kterou nedokázala porazit a do dalšího kola soutěže nepostoupila. Celkově obsadila sdílené 33. místo.
Sarah de Nutte byla na hrách v Tokiu olympijskou debutantkou. Do závodu nastoupila 24. července 2021. Její soupeřkou byla bulharská reprezentantka Polina Trifonova. Té v zápasu podlehla a do dalšího kola nepostoupila. Celkově obsadila sdílené 49. místo.
| Sportovkyně    | Disciplína     | Základní část | První kolo                  | Druhé kolo             | Třetí kolo   | Osmifinále   | Čtvrtfinále  | Semifinále   | Finále/Bronzová medaile | Pořadí |
| Sportovkyně    | Disciplína     | Soupeř        | Soupeř                      | Soupeř                 | Soupeř       | Soupeř       | Soupeř       | Soupeř       | Soupeř                  | Pořadí |
| -------------- | -------------- | ------------- | --------------------------- | ---------------------- | ------------ | ------------ | ------------ | ------------ | ----------------------- | ------ |
| Sarah de Nutte | Dvouhra – ženy | Bye           | Polina Trifonova PROHRA 3–4 | nepostoupila           | nepostoupila | nepostoupila | nepostoupila | nepostoupila | nepostoupila            | =49.   |
| Ni Sia-lien    | Dvouhra – ženy | Bye           | Bye                         | Shin Yu-bin PROHRA 3–4 | nepostoupila | nepostoupila | nepostoupila | nepostoupila | nepostoupila            | =33.   |

## Triatlon
Před olympijskými hrami v Tokiu závodili lucemburští triatlonisté na olympijských hrách naposledy v Pekingu v roce 2008. V triatlonu zemi reprezentoval 30letý Stefan Zachäus. Ten nastoupil do závodu 26. července 2021 a s celkovým výkonem 1 hodina 52 minut 21 sekund obsadil 43. místo.
| Sportovec      | Disciplína      | Plavání (1500 m) | První výměna | Jízda na kole (40 km) | Druhý výměna | Běh (10 km) | Celkový čas | Pořadí |
| -------------- | --------------- | ---------------- | ------------ | --------------------- | ------------ | ----------- | ----------- | ------ |
| Stefan Zachäus | Triatlon – muži | 17:56            | 0:39         | 56:29                 | 0:32         | 36:45       | 1:52:21     | 43.    |